# Bochum-Süd
Bochum-Süd è un distretto urbano (Stadtbezirk) della città tedesca di Bochum (Renania Settentrionale-Vestfalia). Ha una superficie di 27,11 km² ed una popolazione di 50.866 abitanti.

## Suddivisione amministrativa
Il distretto urbano di Bochum-Süd si divide in 3 quartieri (Ortsteil):
- Querenburg
- Stiepel
- Wiemelhausen